# Campionati europei giovanili di nuoto 1987
I XIV Campionati europei giovanili di nuoto e tuffi si sono disputati a Roma dal 23 luglio al 26 luglio 1987.
Hanno partecipato alla manifestazione le federazioni iscritte alla LEN; questi i criteri di ammissione:
- le nuotatrici di 14 e 15 anni (1973 e 1972) e, da quest'anno,  i nuotatori di 16 e 17 (1971 e 1970)
- Le tuffatrici di 15 e 16 anni (1972 e 1971) e i tuffatori di 16 e 17 (1971 e 1970)

Entra in programma la gara dei 50 metri stile libero.

## Podi

### Uomini
| Evento               | Oro                | Tempo    | Argento          | Tempo    | Bronzo             | Tempo    |
| Stile libero         |                    |          |                  |          |                    |          |
| 50 m                 | Silko Günzel       | 23"73    | B Borisov        | 24"14    | René Gusperti      | 24"27    |
| 100 m                | Silko Günzel       | 52"39    | Steve Dronsfield | 52"82    | T Dahlgren         | 52"98    |
| 200 m                | Benjamin Sanson    | 1'54"18  | Silko Günzel     | 1'55"03  | T Dahlgren         | 1'55"46  |
| 400 m                | M Pabst            | 3'58"35  | Benjamin Sanson  | 3'58"43  | T Kiss             | 3'59"00  |
| 1500 m               | Jean-Roch Bruneton | 15'42"80 | M Pabst          | 15'44"22 | T Kiss             | 15'44"44 |
| Dorso                |                    |          |                  |          |                    |          |
| 100 m                | Michail Savov      | 58"46    | Tibor Gáll       | 59"48    | David Holderbach   | 59"64    |
| 200 m                | David Holderbach   | 2'04"54  | András Csépányi  | 2'07"84  | Luca Bianchin      | 2'08"64  |
| Rana                 |                    |          |                  |          |                    |          |
| 100 m                | Tamás Debnár       | 1'04"38  | Petri Suominen   | 1'04"90  | Ralph Färber       | 1'04"97  |
| 200 m                | Tamás Debnár       | 2'19"98  | Petri Suominen   | 2'21"26  | Cédric Pénicaud    | 2'22"96  |
| Farfalla             |                    |          |                  |          |                    |          |
| 100 m                | Rafał Szukała      | 56"78    | R Wolf           | 57"15    | Steve Dronsfield   | 57"85    |
| 200 m                | T Kiss             | 2'04"92  | Munich           | 2'05"47  | Manolo Maltagliati | 2'06"27  |
| Misti                |                    |          |                  |          |                    |          |
| 200 m                | Zoltán Horváth     | 2'07"26  | Benjamin Sanson  | 2'08"44  | Michail Savov      | 2'09"68  |
| 400 m                | Benjamin Sanson    | 4'33"30  | Jirka Letzin     | 4'35"67  | Andrea Palloni     | 4'36"52  |
| Staffette            |                    |          |                  |          |                    |          |
| 4x100 m stile libero | Germania Est       | 3'33"31  | Regno Unito      | 3'34"11  | Francia            | 3'34"15  |
| 4x200 m stile libero | Germania Est       | 7'42"22  | Francia          | 7'42"69  | Regno Unito        | 7'47"15  |
| 4x100 m misti        | Ungheria           | 3'55"91  | Bulgaria         | 3'55"99  | Germania Est       | 3'56"45  |

### Donne
| Evento               | Oro              | Tempo   | Argento              | Tempo   | Bronzo            | Tempo   |
| Stile libero         |                  |         |                      |         |                   |         |
| 50 m                 | Daniela Hunger   | 25"56   | Katrin Meißner       | 25"64   | Livia Copariu     | 25"93   |
| 100 m                | Katrin Meißner   | 55"93   | Sabina Schulze       | 56"75   | Livia Copariu     | 57"04   |
| 200 m                | Orietta Patron   | 2'01"12 | Stephanie Ortwig     | 2'02"02 | Livia Copariu     | 2'02"16 |
| 400 m                | Peggy Büchse     | 4'13"26 | Orietta Patron       | 4'15"37 | Grit Müller       | 4'16"68 |
| 800 m                | Grit Müller      | 8'39"72 | Judit Csabai         | 8'42"70 | Peggy Büchse      | 8'43"62 |
| Dorso                |                  |         |                      |         |                   |         |
| 100 m                | Johanna Larsson  | 1'03"90 | A Croitoru           | 1'04"73 | B de Wit          | 1'05"11 |
| 200 m                | Johanna Larsson  | 2'14"51 | A Szigyarto          | 2'15"58 | A Croitoru        | 2'17"60 |
| Rana                 |                  |         |                      |         |                   |         |
| 100 m                | Annalisa Nisiro  | 1'12"82 | S Knipphals          | 1'13"11 | Kira Bulten       | 1'13"32 |
| 200 m                | Annalisa Nisiro  | 2'35"05 | S Knipphals          | 2'36"55 | Beata Kaszuba     | 2'37"39 |
| Farfalla             |                  |         |                      |         |                   |         |
| 100 m                | Sabina Schulze   | 1'01"54 | Christiane Sievert   | 1'01"88 | Nathalie Koekkoek | 1'02"41 |
| 200 m                | Jacqueline Jacob | 2'14"75 | C Dumitru            | 2'15"12 | Peggy Büchse      | 2'15"25 |
| Misti                |                  |         |                      |         |                   |         |
| 200 m                | Daniela Hunger   | 2'15"74 | Anamarija Petričević | 2'19"76 | A Szygarto        | 2'20"15 |
| 400 m                | Daniela Hunger   | 4'48"16 | Anamarija Petričević | 4'52"96 | Grit Müller       | 4'58"14 |
| Staffette            |                  |         |                      |         |                   |         |
| 4x100 m stile libero | Germania Est     | 3'47"93 | Italia               | 3'55"04 | Paesi Bassi       | 3'55"92 |
| 4x200 m stile libero | Germania Est     | 8'14"61 | Romania              | 8'22"86 | Germania Ovest    | 8'24"08 |
| 4x100 m misti        | Germania Est     | 4'16"87 | Paesi Bassi          | 4'18"89 | Svezia            | 4'21"77 |

### Tuffi
| Evento        | Oro        | Punti  | Argento    | Punti  | Bronzo     | Punti  |
| Uomini        |            |        |            |        |            |        |
| trampolino 3m | Ivashkin   | 578,30 | Jan Hempel | 552,90 | Hamann     | 545,90 |
| piattaforma   | Jan Hempel | 591,15 | Ivashkin   | 538,05 | Baranov    | 521,20 |
| Donne         |            |        |            |        |            |        |
| trampolino 3m | Boroduina  | 468,85 | Blümel     | 447,40 | Gadun      | 418,00 |
| Piattaforma   | Biriukova  | 382,30 | Popa       | 370,15 | Anke Piper | 362,05 |

## Medagliere
| Posizione | Paese            | Oro | Argento | Bronzo | Totale |
| --------- | ---------------- | --- | ------- | ------ | ------ |
| 1         | Germania Est     | 17  | 10      | 8      | 35     |
| 2         | Ungheria         | 5   | 3       | 2      | 10     |
| 3         | Francia          | 4   | 3       | 3      | 10     |
| 4         | Italia           | 3   | 2       | 4      | 9      |
| 5         | Unione Sovietica | 3   | 1       | 2      | 6      |
| 6         | Svezia           | 2   | 0       | 3      | 5      |
| 7         | Bulgaria         | 1   | 2       | 1      | 4      |
| 8         | Polonia          | 1   | 0       | 1      | 2      |
| 9         | Romania          | 0   | 5       | 5      | 10     |
| 10        | Germania Ovest   | 0   | 2       | 1      | 3      |
| 11        | Gran Bretagna    | 0   | 2       | 2      | 4      |
| 12=       | Jugoslavia       | 0   | 2       | 0      | 2      |
| 12=       | Finlandia        | 0   | 2       | 0      | 2      |
| 14        | Paesi Bassi      | 0   | 1       | 4      | 5      |
| 15        | Cecoslovacchia   | 0   | 1       | 0      | 1      |
| totale    |                  | 36  | 36      | 36     | 108    |